# Олімпійська збірна Нової Зеландії з футболу
Олімпійська збірна Нової Зеландії з футболу (англ. New Zealand national under-23 football team) — футбольна збірна, що представляє Нову Зеландію на Олімпійських іграх. Відбір гравців враховує те, що всі футболісти мають бути у віці до 23 років, окрім трьох футболістів. Команда контролюється Федерацією футболу Нової Зеландії.

## Історія
Після переходу збірної Австралії в Азійську футбольну конфедерацію, олімпійська збірна Нової Зеландії стала найсильнішою в регіоні й регулярно стала вигравати Передолімпійські турніри ОФК. Завдяки цьому з 2008 року команда незмінно є учасником футбольного турніру Олімпійських ігор від Океанії, за винятком турніру 2016 року, коли новозеландці були дискваліфіковані у відборі через використання незаявленого гравця.
На Олімпіаді-2020 в Токіо новозеландці вперше здобули перемогу, обігравши Південну Корею (1:0), а також вперше змогли вийти з групи, а у чвертьфіналі лише в серії пенальті поступились Японії.

## Статистика виступів

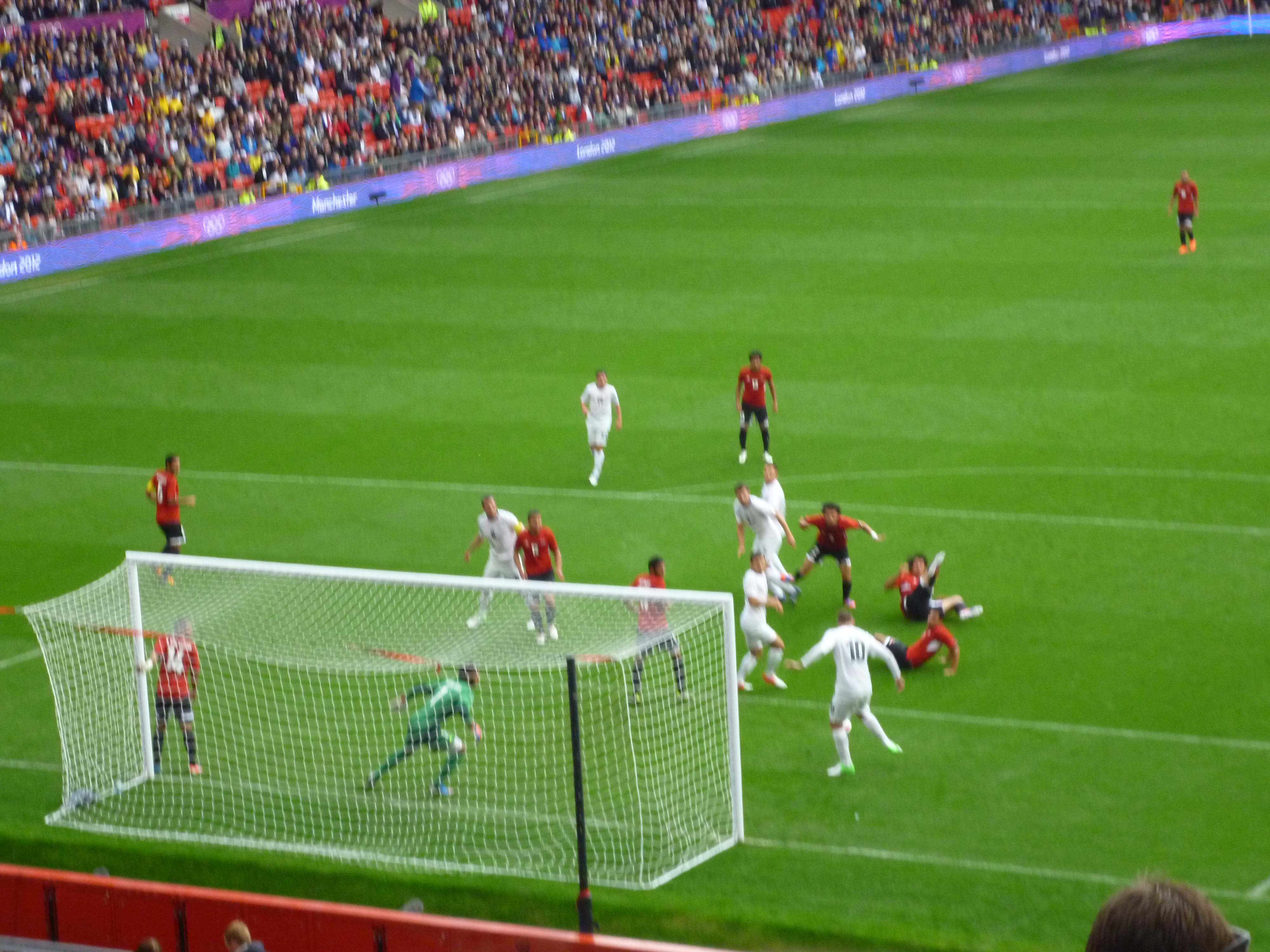
Кріс Вуд забиває єдиний гол збірної Нової Зеландії на Олімпійських іграх-2012

| Передолімпійський турнір ОФК | Передолімпійський турнір ОФК | Передолімпійський турнір ОФК | Передолімпійський турнір ОФК | Передолімпійський турнір ОФК | Передолімпійський турнір ОФК | Передолімпійський турнір ОФК | Передолімпійський турнір ОФК | Передолімпійський турнір ОФК | Передолімпійський турнір ОФК |
| Рік                          | Раунд                        | І                            | В                            | Н                            | П                            | ГЗ                           | ГП                           | РГ                           | О                            |
| ---------------------------- | ---------------------------- | ---------------------------- | ---------------------------- | ---------------------------- | ---------------------------- | ---------------------------- | ---------------------------- | ---------------------------- | ---------------------------- |
| 1992                         | Фінал                        | 6                            | 3                            | 1                            | 2                            | 12                           | 6                            | +6                           | 10                           |
| 1996                         | Фінал                        | 8                            | 6                            | 0                            | 2                            | 28                           | 9                            | +19                          | 18                           |
| 1999                         | Чемпіон                      | 4                            | 4                            | 0                            | 0                            | 18                           | 3                            | +15                          | 12                           |
| 2004                         | Фінал                        | 6                            | 4                            | 1                            | 1                            | 17                           | 4                            | +13                          | 13                           |
| 2008                         | Чемпіон                      | 5                            | 5                            | 0                            | 0                            | 19                           | 3                            | +16                          | 15                           |
| 2012                         | Чемпіон                      | 4                            | 4                            | 0                            | 0                            | 15                           | 2                            | +13                          | 12                           |
| 2015                         | Дискваліфікація              | 4                            | 4                            | 0                            | 0                            | 10                           | 0                            | +10                          | 12                           |
| 2019                         | Чемпіон                      | 5                            | 5                            | 0                            | 0                            | 33                           | 4                            | +29                          | 15                           |
| Всього                       |                              | 42                           | 35                           | 2                            | 5                            | 152                          | 31                           | +121                         | 107                          |

| Олімпійські ігри | Олімпійські ігри   | Олімпійські ігри   | Олімпійські ігри   | Олімпійські ігри   | Олімпійські ігри   | Олімпійські ігри   | Олімпійські ігри   | Олімпійські ігри   |
| Рік              | Раунд              | Місце              | І                  | В                  | Н                  | П                  | ГЗ                 | ГП                 |
| ---------------- | ------------------ | ------------------ | ------------------ | ------------------ | ------------------ | ------------------ | ------------------ | ------------------ |
| 1900–1980        | Не брали участь    | Не брали участь    | Не брали участь    | Не брали участь    | Не брали участь    | Не брали участь    | Не брали участь    | Не брали участь    |
| 1984             | Не кваліфікувались | Не кваліфікувались | Не кваліфікувались | Не кваліфікувались | Не кваліфікувались | Не кваліфікувались | Не кваліфікувались | Не кваліфікувались |
| 1988             | Не кваліфікувались | Не кваліфікувались | Не кваліфікувались | Не кваліфікувались | Не кваліфікувались | Не кваліфікувались | Не кваліфікувались | Не кваліфікувались |
| 1992             | Не кваліфікувались | Не кваліфікувались | Не кваліфікувались | Не кваліфікувались | Не кваліфікувались | Не кваліфікувались | Не кваліфікувались | Не кваліфікувались |
| 1996             | Не кваліфікувались | Не кваліфікувались | Не кваліфікувались | Не кваліфікувались | Не кваліфікувались | Не кваліфікувались | Не кваліфікувались | Не кваліфікувались |
| 2000             | Не кваліфікувались | Не кваліфікувались | Не кваліфікувались | Не кваліфікувались | Не кваліфікувались | Не кваліфікувались | Не кваліфікувались | Не кваліфікувались |
| 2004             | Не кваліфікувались | Не кваліфікувались | Не кваліфікувались | Не кваліфікувались | Не кваліфікувались | Не кваліфікувались | Не кваліфікувались | Не кваліфікувались |
| 2008             | Груповий етап      | 14                 | 3                  | 0                  | 1                  | 2                  | 1                  | 7                  |
| 2012             | Груповий етап      | 16                 | 3                  | 0                  | 1                  | 2                  | 1                  | 5                  |
| 2016             | Не кваліфікувались | Не кваліфікувались | Не кваліфікувались | Не кваліфікувались | Не кваліфікувались | Не кваліфікувались | Не кваліфікувались | Не кваліфікувались |
| 2020             | Чвертьфінал        | 7                  | 4                  | 1                  | 2                  | 1                  | 3                  | 3                  |
| Всього           |                    | 3/26               | 10                 | 1                  | 4                  | 5                  | 5                  | 15                 |